# A Mix-up at Maxim's
A Mix-up at Maxim's è un cortometraggio muto del 1915 diretto da Horace Davey. Prodotto dalla Nestor e distribuito dall'Universal Film Manufacturing Company, aveva come interpreti Eddie Lyons, Lee Moran, Victoria Forde e Harry L. Rattenberry.

## Produzione
Il film fu prodotto dalla Nestor Film Company di David Horsley.

## Distribuzione
Distribuito dall'Universal Film Manufacturing Company, il film - un cortometraggio di una bobina - uscì nelle sale cinematografiche statunitensi il 16 marzo 1915.